# Colibrí rutilant
El colibrí rutilant (Colibri coruscans) és una espècie d'ocell de la família dels troquílids (Trochilidae) que habita la selva humida, boscos, matolls, arbusts i ciutats de Colòmbia, nord i sud de Veneçuela, l'Equador, el Perú, Bolívia i nord-oest de l'Argentina.

## Descripció
- Colibrí relativament gran, amb 13 – 14 cm de llargària.
- Bec gairebé recte.
- Color general del mascle verd iridiscent amb una zona blava del mentó fins a la zona auricular, i una altra a l'abdomen. A la cua banda subterminal blava.
- Femella similar al mascle, sovint amb una taca postocular blanca.

## Taxonomia
S'han descrit dues subespècies:
- C. c. coruscans (Gould, 1846), des del nord-oest de Veneçuela i Colòmbia fins al nord-oest de l'Argentina.
- C. c. germanus (Salvin et Godman, 1884), del sud-est de Veneçuela, Guyana i nord del Brasil.